# Barichneumon amabilis
Barichneumon amabilis là một loài tò vò trong họ Ichneumonidae.